# Roald Paulsen
Roald Paulsen (6 novembre 1938 – 26 luglio 2021) è stato un calciatore norvegese, di ruolo attaccante.

## Carriera

### Club
Paulsen giocò nel Brann dal 1956 al 1964, collezionando 94 presenze in campionato e 53 reti.

### Nazionale
Conta una presenza per la Norvegia. Esordì il 26 agosto 1962, nella vittoria per 2-1 sulla Finlandia.

## Palmarès

### Club

#### Competizioni nazionali
- Campionato norvegese: 2

Brann: 1961-1962, 1963